# Lindskål
Lindskål (Holwaya mucida) är en svampart som först beskrevs av Stephan Schulzer von Müggenburg, och fick sitt nu gällande namn av Korf & Abawi 1971. Enligt Catalogue of Life ingår Lindskål i släktet Holwaya,  och familjen Bulgariaceae, men enligt Dyntaxa är tillhörigheten istället släktet Holwaya,  och familjen Helotiaceae. Arten är reproducerande i Sverige. Inga underarter finns listade i Catalogue of Life.

## Källor

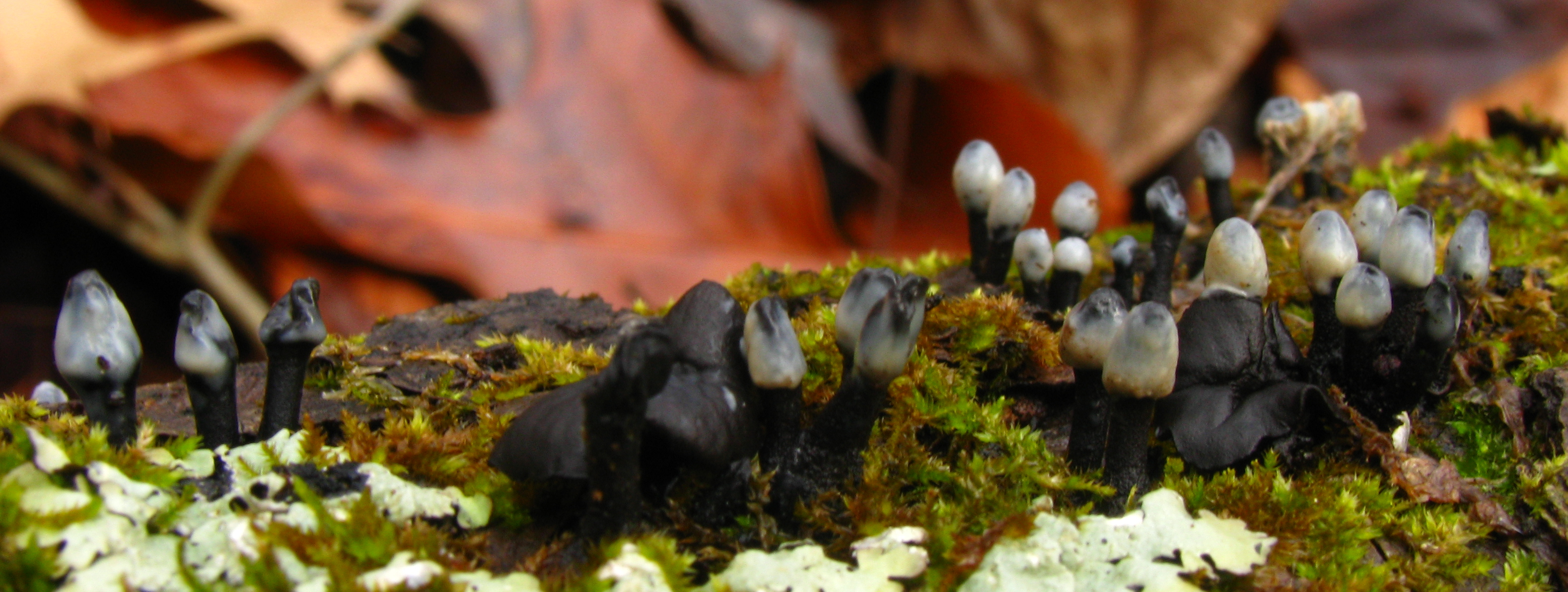
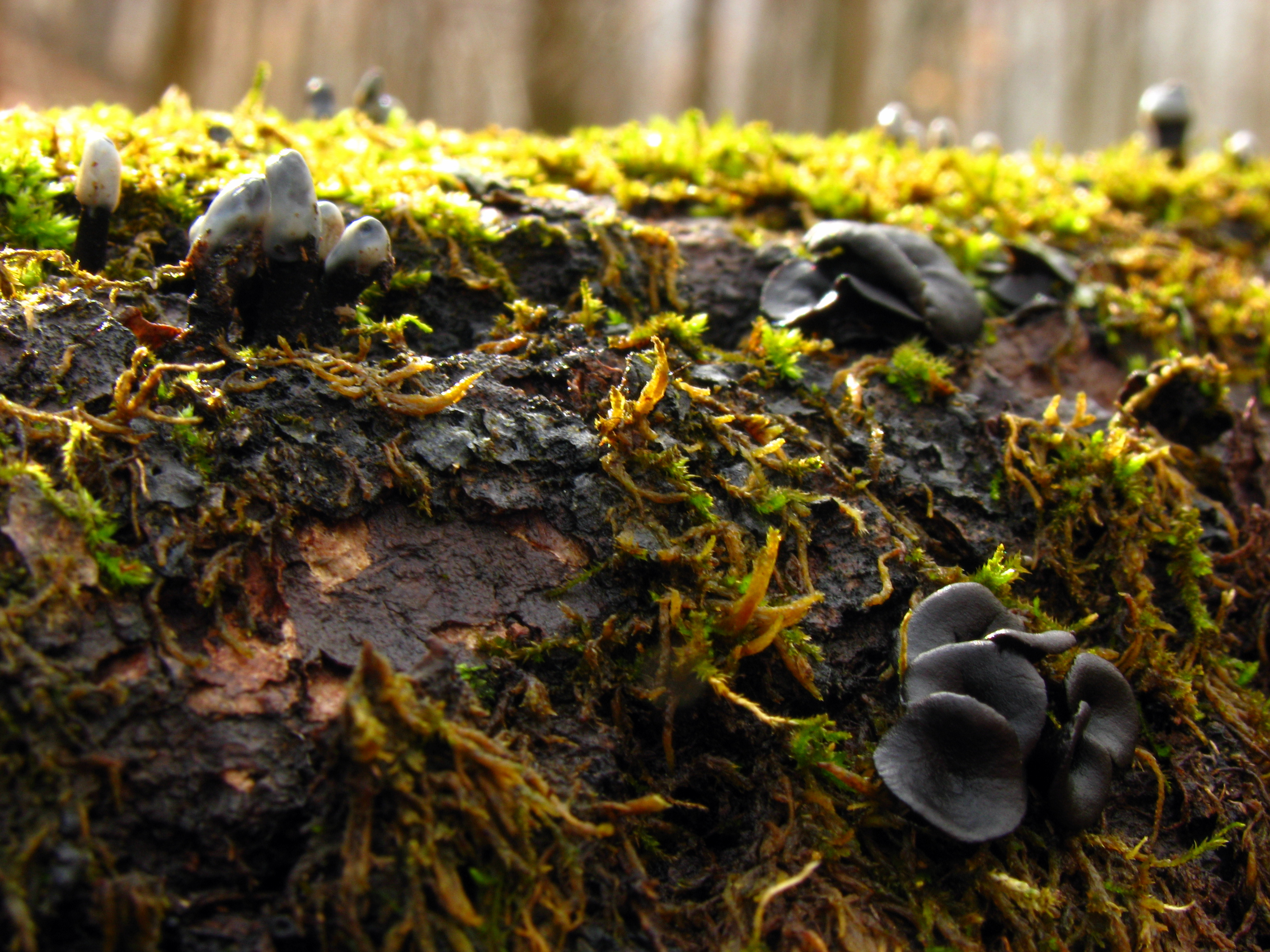